# Baix navarrès
El baix navarrès (basc behe nafarrera) és un dialecte del basc que es parla a la Baixa Navarra, a Lapurdi (Beskoitze, Uztarotze, Urketa), Navarra (Aezkoa) i Zuberoa (Amikuze). Aproximadament compta amb uns 50.000 parlants. Koldo Zuazo el considera que fa un dialecte únic amb el labortà. Se sotdivideix en dos grups dialectals:
- Occidental (Sartaldekoa) a la Baixa Navarra (Baigorri) a Uztaritze (Lapurdi) i a la vall de Salazar i Valcarlos (Navarra).
- Oriental (Sortaldekoa) a la Baixa Navarra (Donibane Garazi) i a Lapurdi (Beskoitze)